# 1727
1727 (MDCCXXVII) je bilo navadno leto, ki se je po gregorijanskem koledarju začelo na sredo, po 11 dni počasnejšem julijanskem koledarju pa na nedeljo.

## Dogodki
- - Réginald Outhier iznajde pogonski mehanizem za nebesni globus in izdela planetarij.

## Rojstva
- 10. maj - Anne-Robert-Jacques Turgot, Baron de Laune, francoski ekonomist in državnik († 1781)
- 14. maj - Thomas Gainsborough, angleški slikar († 1788)

## Smrti
- 31. marec - sir Isaac Newton, angleški fizik, matematik, astronom, filozof, alkimist (* 1643)